# Індійський технологічний інститут Мадрасу
Індійський технологічний інститут Мадрасу — державний заклад вищої освіти Індії, заснований у місті Ченнай 1959 року.

## Історія
У 1956 році уряд Федеративної Республіки Німеччина надав технічну допомогу для створення в Індії сучасного на той момент інженерного інституту. Згодом, у 1959 році в німецькому місті Бонн було підписано індійсько-німецьку угоду про створення Індійського технологічного інституту в Мадрасі (нині Ченнай). На той час це був найбільший міжнародний освітній проект, що фінансувався західнонімецьким урядом. Також була надана наступна допомога:
- Майстерня, лабораторне обладнання та бібліотека, загальна вартість яких не перевищувала 18 млн рупій.
- Двадцять німецьких професорів працювали в інституті протягом чотирьох-п'яти років.
- Чотири німецькі майстри працювали у майстернях інституту протягом двох років.
- Можливість для двадцяти індійських вчителів навчатися у німецьких навчальних закладах.[6]

Це призвело до кількох подальших спільних досліджень інституту з університетами та науковими установами Німеччини.
Інститут було відкрито в 1959 році тодішнім міністром освіти Індії. Перший набір складався зі 120 студентів з усієї Індії. У 1961 році інституту було надано статус національного. Перша випускна церемонія відбулася 11 липня 1964 року, на ній тодішній президент Індії Сарвепаллі Радхакришнан виступив з промовою та вручив дипломи першому випуску студентів.

## Кампус
Головний вхід до Індійського технологічного інституту Мадрасу знаходиться біля головної дороги Сардар Патель, по боках якого розташовані житлові райони Адьяр та Велачері. Кампус інституту знаходиться поруч з Радж-Бхаваном, офіційною резиденцією губернатора штату Тамілнад. Також він розташований за 10 км від міжнародного аеропорту Ченнай та за 12 км від центрального залізничного вокзалу Ченнай.
Крім цього, інститут має філію у Танзанії, на території Занзібару, у якій заняття почали проводити з жовтня 2023 року.

## Кафедри
Індійський технологічний інститут Мадрасу має наступні кафедри:
- кафедра аерокосмічної техніки
- кафедра прикладної механіки та біомедичної інженерії
- школа біологічних наук ім. Бхупата та Джьоті Мехти
- кафедра хімічної технології
- кафедра хімії
- кафедра цивільного будівництва
- кафедра інформатики та інженерії
- кафедра науки про дані та штучного інтелекту
- кафедра електротехніки
- кафедра інженерного проектування
- кафедра гуманітарних та суспільних наук
- кафедра менеджменту
- кафедра математики
- кафедра машинобудування
- кафедра медичної науки та технології
- кафедра металургії та матеріалознавства
- кафедра морської інженерії
- кафедра фізики